# 12-Stunden-Mountainbike-Rennen Külsheim
Das 12-Stunden-Mountainbike-Rennen (auch 12-Stunden-MTB-Rennen oder 12 Stundenrennen) in Külsheim ist ein Mountainbike-Marathon im fränkisch geprägten Nordosten Baden-Württembergs und mit etwa 500 Teilnehmern und bis zu 200 Teams das größte Mountainbike-Rennen zwischen Odenwald und Spessart. Das Külsheimer 12-Stunden-MTB-Rennen findet seit 2004 jährlich statt und lockt regelmäßig auch bekannte Radrennfahrer und Triathleten wie beispielsweise Kai Hundertmarck oder Heidi Sessner an. Die erfolgreichsten Einzelfahrer und Teams erzielen beim 12-Stunden-Rennen bis zu 300 Kilometer mit etwa 7000 Höhenmetern.

## Geschichte

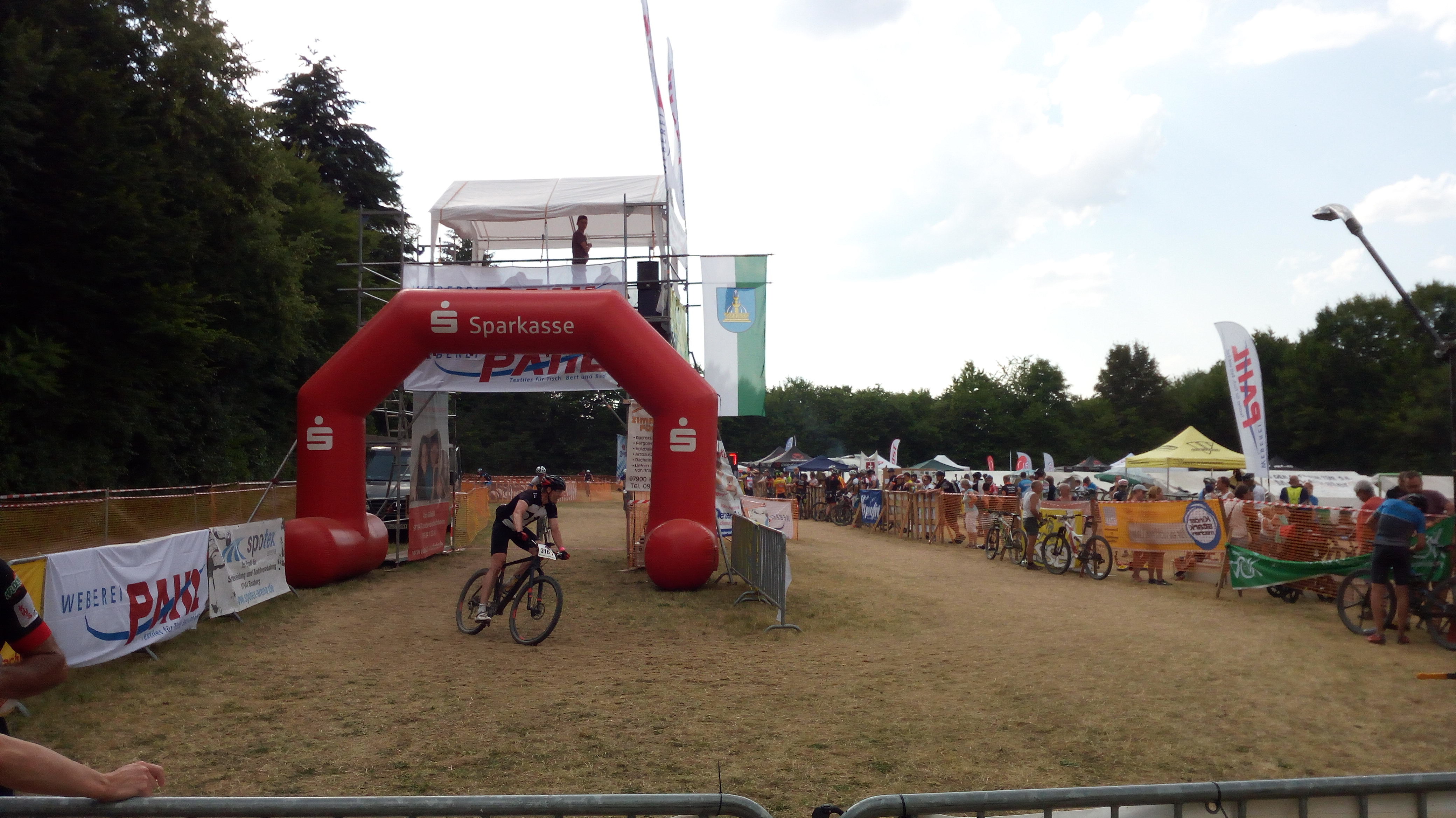
Start- und Zielbereich des Külsheimer
12-Stunden-MTB-Rennens, seit 2012 im Gewerbepark II, hier im Jahr 2018

Im Jahr 2003 hatten Fußballer des FC Külsheim die Idee, ein Radrennen auf der alten und sanierungsbedürftigen Aschenbahn durchzuführen. Nachdem die Idee eines 12-Stunden-Mountainbike-Rennens aufkam, konnte der 2003 gegründete Förderverein des FC Külsheim und der Hauptverein überzeugt werden. Um die Strecke für Mountainbiker attraktiv zu gestalten, wurden Teile des Bundeswehr-Standortübungsplatzes (z. B. die Panzerhügel und der Ho-Chi-Minh-Pfad) und des angrenzenden Waldes (Schlammabfahrt) in den Streckenverlauf aufgenommen. Am 17. Juli 2004 startete das erste Rennen unter dem Titel Weberei Pahl 12-Stunden-Mountainbike-Rennen, bevor es 2005 in 12-Stunden-Mountainbike-Rennen umbenannt wurde, wobei die Weberei Pahl jedoch auch zukünftig Hauptsponsor blieb. Von 2004 bis 2006 (Rennen 1–3) waren der Start und das Ziel auf dem Sportgelände des FC Külsheim.
Mit dem Umbau des Sportgeländes des FC Külsheim und der Schließung der Prinz-Eugen-Kaserne wurde der Start- und Zielbereich auf das Gelände der ehemaligen Kaserne verlegt. Von 2007 bis 2011 (Rennen 4–8) waren Start und Ziel auf einem alten Schotterparkplatz, direkt neben der Sporthalle, dem Hallenbad 25/12 und der Aktivwelt Külsheim mit Übernachtungsmöglichkeit im ehemaligen Bundeswehrareal.
Nachdem auf dem alten Schotterparkplatz eine Photovoltaik-Freiflächenanlage entstand, musste ab 2012 ein neuer Start- und Zielbereich eingerichtet werden. Durch den Kauf der ehemaligen Prinz-Eugen-Kaserne durch die Stadt Külsheim entstand das Gewerbepark II. 2012 stellte die Stadt Külsheim dort einen Platz für das Külsheimer 12-Stunden-MTB-Rennen zur Verfügung. Von 2012 bis 2019 (Rennen 9–16) sind Start und Ziel auf zwei ehemaligen Sportplätzen nur wenige 100 Meter vom alten Schotterparkplatz entfernt.
Das am 18. Juli 2020 geplante 17. Zwölf-Stunden-Rennen musste aufgrund der COVID-19-Pandemie abgesagt werden. 2021 fand, ebenfalls aufgrund der COVID-19-Pandemie, nur eine virtuelle und damit individuelle Form des 12-Stunden-Rennens statt.
Zu umfangreichen Neuerungen kommt es ab 2022 im Rahmen des 18. Zwölf-Stunden-Rennens: Neu ist ein erstmals ausgetragenes Vier-Stunden-eMTB-Rennen für Einzelfahrer auf einer eigenen eMTB-Strecke. Daneben wird beim 12-Stunden-MTB-Rennen die Zentrale des neuen Renngeländes mit ebenfalls neuem Campingareal ins Külsheimer Fußballstadion verlegt.

## Beschreibung

### Profil und Charakteristika

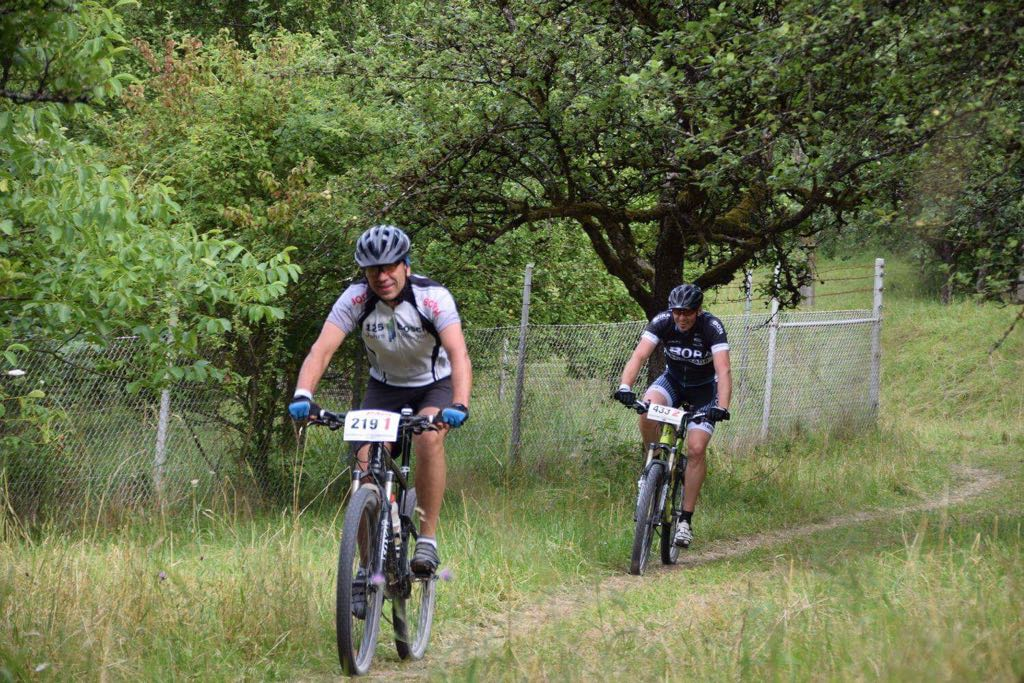
Teilnehmer auf einem Streckenabschnitt, 2017

Für seine anspruchsvolle Streckenführung durch Wälder, Wiesen und über Schotterpisten ist das Külsheimer 12-Stunden-MTB-Rennen überregional bekannt und lockt neben Hobby-Radlern auch ambitionierte Biker und Radrennfahrer aus ganz Deutschland sowie aus dem europäischen Ausland nach Külsheim. Laut Bike-Magazin 3/2018 zählt das Külsheimer 12-Stunden-MTB-Rennen im Marathonbereich der 12- bis 24-Stunden-Rennen zum Kreis der „Rennen, die man gefahren sein muss.“
Einzelne Streckenabschnitte des Külsheimer Mountainbike-Rennens wie die „Panzerhügel“ des Standortübungsplatzes oder der „Ho-Chi-Minh-Pfad“ verlangen den Startern einiges ab und wurden in der Mountainbike-Szene bekannt. Das 12-Stunden-Rennen wird in der Szene unter anderem für seine umfassende Fahrerverpflegung geschätzt: Neben Massagemöglichkeiten werden den Teilnehmern auch Getränke, frisches Obst, diverse Brote, selbst gebackener Kuchen, Kraftbrühe und Energieriegel geboten.
Beim Külsheimer 12-Stunden-Mountainbike-Rennen hat jeder Fahrer die Möglichkeit den sogenannten „Stundenwein“ zu gewinnen: Derjenige Biker der nach Beendigung einer vollen Stunde zuerst über die Start-/Ziellinie fährt, bekommt beim Überqueren der Linie eine Flasche Wein (Külsheimer Hoher Herrgott / Frankenwein) überreicht.

### Rennprogramm
Zentrales Event des am zweiten Juliwochenende stattfindenden Mountainbike-Marathons ist das jeweils am Samstag von 9 bis 21 Uhr stattfindende Zwölf-Stunden-Mountainbike-Rennen. Während zwölf Stunden Fahrzeit versuchen die Teilnehmer so oft wie möglich einen Rundkurs mit etwa 10 Kilometern Länge und 250 Höhenmetern zu durchfahren. Dabei können diese als Einzelfahrer, als Zweier-, Dreier- oder Vierer-Teams an den Start gehen (in Damen-, Herren- und Mixed-Teams; die je Kategorie ab fünf teilnehmenden Teams gewertet werden), um sich beim Fahren immer wieder ablösen zu können. Der Veranstalter bietet zwischen 10 und 20 Uhr kostenlose Shuttlebusse an, mit denen die Zuschauer zwischen den spannendsten Rennabschnitten pendeln können. Daneben werden vom Veranstalter etwa 35 Zelte als Rückzugsorte für die Teilnehmer, beispielsweise für Ruhepausen und als Lagerplätze für Gepäck, gestellt. Ferner gibt es ein großes Zelt sowie einen Biergarten für die Bewirtung der Zuschauer und Fahrer.
Das Programm wird Freitags durch ein MTB-Kids-Race ab 17 Uhr mit bis zu 100 Teilnehmern sowie den Benefizlauf „Trail Run“ ab 18:30 Uhr zugunsten des regionalen Behindertensports abgerundet. Allein am Rennsamstag starten bis zu 500 Teilnehmer.
Ab 2022 starten das 12-Stunden-MTB-Rennen um 9 Uhr und das 4-Stunden-eMTB-Rennen um 11 Uhr jeweils im Külsheimer Fußballstadion auf getrennten Strecken, die sich lediglich im Start-/Zielbereich begegnen.

### Streckenrekorde
Die erfolgreichsten Teams schaffen in der Spitze bis zu 31 Runden (zu je etwa 10 Kilometern und etwa 250 Höhenmetern), was einer Distanz von 310 Kilometern mit 7750 Höhenmetern in zwölf Stunden Fahrzeit entspricht. Die erfolgreichsten männlichen Einzelfahrer erreichen mit bis zu 27 Runden etwa 270 Kilometer mit 6750 Höhenmetern. Die damit erzielten Leistungen (Kilometer und Höhenmeter) reichen an die A-Distanz der Salzkammergut Mountainbike Trophy heran. Die folgende Übersicht zeigt die erfolgreichsten Fahrer und Teams (Stand: Daten von 2015–2019 berücksichtigt):
| Kategorie                  | Rundenrekord | Zeit     | Team/Verein                             | Starter                                                 | Jahr |
| -------------------------- | ------------ | -------- | --------------------------------------- | ------------------------------------------------------- | ---- |
| 12h Einzelstarter männlich | 27           | 11:28:40 | -                                       | Michael Giegerich                                       | 2017 |
| 12h Einzelstarter weiblich | 19           | 11:46:08 | -                                       | Monique Löb                                             | 2017 |
| 12h 2er-Team männlich      | 29           | 11:40:14 | VC Schötz                               | Dominik Kunz Ivo Steinmann                              | 2019 |
| 12h 2er-Team weiblich      | 23           | 11:58:53 | Trailfox                                | Josy Holitzka Steffi Frütel                             | 2019 |
| 12h 2er-Team mixed         | 27           | 11:54:51 | Sirius-Sporthaus Erhardt Team/RVC Trieb | Uwe Kuhnlein Kerstin Kuhnlein                           | 2017 |
| 12h 3er-Team männlich      | 31           | 11:56:07 | RSG Heilbronn                           | Marc Teltner Nico Hertner Daniel Schilling              | 2016 |
| 12h 3er-Team weiblich      | 22           | 11:34:34 | Wheelsports DreamTeam                   | Dagmar Trunk Silke Lehnhof Monika Frenger               | 2019 |
| 12h 3er-Team mixed         | 27           | 11:47:07 | bike-store.de Racing Team               | Uwe Kuhnlein Kerstin Kuhnlein Yvonne Liebrenz           | 2019 |
| 12h 4er-Team männlich      | 31           | 11:40:51 | FX Sports Sparkasse Mainfranken         | Stefan Zappe Michael Grüb Koni Jung Kai Weisenberger    | 2016 |
| 12h 4er-Team weiblich      | 24           | 11:52:45 | MTB Team Oppenau - Damen                | Saskia Hauser Lena Hauser Julia Hauser Lena Durban      | 2019 |
| 12h 4er-Team mixed         | 30           | 11:54:12 | FX-Sports Sparkasse Mainfranken         | Michael Grüb Stefan Zappe Koni Jung Verena Weisenberger | 2017 |